# Joseph George
 (novembre 2009).
Si vous disposez d'ouvrages ou d'articles de référence ou si vous connaissez des sites web de qualité traitant du thème abordé ici, merci de compléter l'article en donnant les références utiles à sa vérifiabilité et en les liant à la section « Notes et références ».
Pour les articles homonymes, voir George.
Joseph George est un homme politique belge, membre du cdH (Centre démocrate humaniste).

## Biographie
Né à Huy le 21 novembre 1954, Joseph George est le troisième d’une famille de quatre enfants (deux frères et une sœur). Ses grands-parents étaient agriculteurs dans le Condroz, et ses parents exerçaient une profession d’indépendants à Huy : son père était courtier en assurances et conseiller fiscal, et sa mère le secondait.
Il a effectué ses études primaires à l’école Saint-Louis et ses humanités au collège Saint-Quirin à Huy. C’est à l’Université catholique de Louvain qu'il a poursuivi sa formation pour obtenir trois licences universitaires en droit, en droit économique et en droit et économie des assurances. Bien qu'au départ, il se destinait plutôt aux mathématiques, qui étaient sa branche de prédilection.
À côté de sa vie professionnelle et de son engagement politique, il essaie toujours de s’accorder un peu de temps pour ses passions. Par exemple, il a toujours grandement apprécié pouvoir se replonger dans l’histoire, le Moyen Âge étant sa période historique préférée. Il est aussi un grand passionné de culture, de photo et de l’histoire de la ville de Huy qu'il connait très bien. Ceux qui le connaissent ont sûrement déjà dû remarquer qu'il aimait beaucoup placer des petits « Au fait, saviez-vous que… ? » au cours d’une conversation.
Sportif, il a joué dans sa jeunesse au football et a pratiqué la course à pied. Il aime aussi participer à de grandes balades à pied, surtout en montagne. Comme beaucoup d'hommes politiques (Yves Leterme, Herman Van Rompuy, etc.), il aime et pratique le vélo qu'il compare souvent à la politique : « une activité individuelle qui se pratique en équipe ». D'ailleurs, un de ses coureurs préférés est Eddy Merckx.

## Parcours professionnel
Depuis 1978, il exerce le métier d’avocat au barreau de Huy.

## Engagement politique
Son engagement politique est animé par la volonté de s'engager pour modifier le cours des choses.
Très tôt, il a eu un sentiment d'injustice face à divers aménagements réalisés sur le territoire de la Ville tels la Grande Percée, la construction du Pont de l'Europe en plein milieu du Parc Bastin. Ainsi, il avait été à l'initiative d'un groupe de citoyens qui avait édité une revue en toutes-boîtes qui s'intitulait "Jeunes et environnement".
En politique, il a opté pour le PSC en raison de l'engagement de celui-ci sur le plan local, quant à la défense de notre environnement et de notre patrimoine. Engagé résolument au cdH, il est convaincu que ce n'est pas dans des idéologies du XIXe siècle que nous répondrons aux questions essentielles qui nous sont posées:
Quel monde allons-nous laisser à nos enfants ?
Quelle est la place de la femme et de l'homme dans nos sociétés ?

## Fonctions politiques
- Conseiller de la province de Liège de 1985 à 2007.
- Ancien vice-président du conseil provincial de Liège.
- Conseiller communal à Huy depuis 1988 et chef de groupe de l'opposition
- Échevin puis Premier Échevin de Huy depuis 2009.
- Membre de la Chambre des représentants depuis 2007 à 2014
  - du 5 juillet 2007 au 12 mai 2010, en remplacement de Marie-Dominique Simonet, Ministre de la Communauté française.